# Nintendo Research & Development 1

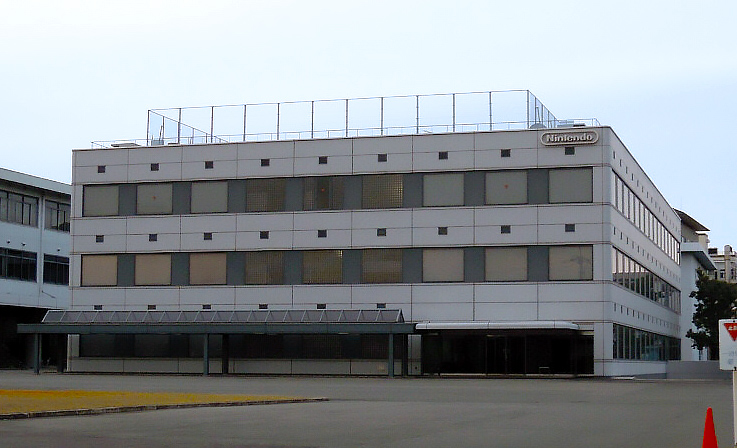
Nintendo Kyoto Research Center.

Nintendo Research & Development 1 (Nintendo Investigación y Desarrollo 1 en español, y también conocido como Nintendo R&D1) fue el primer y más antiguo equipo de desarrollo de Nintendo. 

## Historia
Nintendo R&D1 fue creado cuando Nintendo se introdujo en el mundo del videojuego a mediados de los años 70, y su director hasta su marcha fue Gunpei Yokoi.

### La época dorada
La época dorada de este equipo fue durante la década de los 80 y principios de los 90, cuando desarrolló sus grandes ideas para videojuegos y consolas, y contribuyó a sentar las bases del videojuego moderno.
En 1980 aparecen las famosas máquinas Game & Watch. Estos juegos electrónicos son responsabilidad directa de este grupo de desarrollo y están ideados por su director, Yokoi. Fue uno de los éxitos más relevantes para este equipo y para la propia Nintendo. Llegaron a lanzar, aproximadamente, unas 59 Game & Watch entre 1980 y 1991.
Antes de que Nintendo lanzara su primera consola doméstica, R&D1 ya desarrollaba videojuegos para máquinas recreativas. De esta breve época datan juegos como Donkey Kong, Mario Bros. y Ice Climber. Esta etapa finalizó con la salida al mercado de la videoconsola doméstica Nintendo Entertainment System.
La consola NES recibió una gran cantidad de títulos desarrollados por este equipo (algunos meras reediciones de máquinas recreativas), que más tarde se convertirían en grandes clásicos del videojuego: Metroid, Kid Icarus, Excitebike, Ice Climber, Duck Hunt, Balloon Fight, Mario Bros., Tetris, etc.
En 1986, muchos de los integrantes del R&D1 dejaron el equipo para formar Intelligent Systems, que poco después pasó a ser otra desarrolladora first-party de Nintendo y a retomar las relaciones con R&D1, provocando la confusión en la autoría de ciertos juegos de Nintendo.
1989 es el año del lanzamiento de la portátil Game Boy, otra idea de Gunpei Yokoi desarrollada por Nintendo R&D1. Este equipo es el encargado de desarrollar la gran mayoría de videojuegos Nintendo para Game Boy. Crearon algunos de los juegos más míticos de esta consola, como la serie Super Mario Land, Tetris, Wario Land, Metroid II: Return of Samus, Alleyway, Solar Striker, etc.

### El final de un ciclo
Tras grandes ideas llevadas con éxito a la práctica, en 1995 se lanza Virtual Boy, un proyecto dirigido por Gunpei Yokoi,  desarrollado por Nintendo R&D1 y Reflection Technology. Virtual Boy sería uno de los fracasos más sonados de Nintendo.
Al año siguiente, en 1996, Yokoi presenta su dimisión, y el grupo pasa a estar dirigido por Takehiro Izushi.
Desde entonces, Nintendo R&D1 disminuye sus éxitos en comparación a los años 80, y pasa al desarrollo de secuelas (Wario Land y Metroid). Su último éxito fue la saga Wario Ware desarrollada junto a Intelligent Systems.
R&D1 siguió siendo un grupo de desarrollo de Nintendo hasta 2005, cuando el presidente Satoru Iwata reestructuró todos los equipos internos bajo la tutela de Nintendo EAD(Nintendo Entertainment Analysis and Development).

## Lista de videojuegos

### Los '80
1981
- Donkey Kong (Arcade, 2600, 7800, ColecoVision, Intellivision, Atari 8-bit, Dragón 32/64 o 200 8-bit, Apple II, Commodore VIC-20, C64, TI-99/4A, Amstrad, ZX Spectrum, PC:DOS, MSX, NES, FDiskS)

1982
- Donkey Kong Jr. (Arcade, NES, FDS, 2600, 7800, ColecoVision, Commodore VIC-20, Dragón 32/64 o 200 8-bit, Intellivision)
- Popeye (Arcade, NES)

1983
- Baseball (NES, FDS, GB)
- Donkey Kong 3 (Arcade, NES, PC-88)
- Donkey Kong Jr. Math (NES)
- Gomoku Narabe (NES)
- Mahjong (NES)
- Mario Bros. (Arcade, 2600, 5200, NES, Apple II, C64, PC-88, 7800, XEGS)
- Popeye no Eigo Asobi (NES)

1984
- Balloon Fight (Arcade, MSX, NES, PC-88, Game Boy Advance, Nintendo GameCube)
- Clu Clu Land (Arcade, NES)
- Devil World (NES)
- Duck Hunt (NES)
- Excitebike (NES, FDS)
- F-1 Race (NES)
- Family BASIC (NES)
- Hogan's Alley (Arcade, NES)
- Ice Climber (Arcade, NES)
- Pinball (NES)
- Tennis (NES, FDS, GB, PC-88)
- Urban Champion (NES)

1985
- Gyromite (NES)
- Mach Rider (NES)
- Soccer (NES)
- Stack-Up (NES)
- Wrecking Crew (NES, FDS)

1986
- Gumshoe (NES)
- Kid Icarus (FDS, NES)
- Metroid (FDS, NES)

1987
- Famicom Grand Prix: F-1 Race (NES)
- Ginga no Sannin (NES)
- Golf Japan Course (FDS)
- Golf U.S. Course (FDS)
- Nakayama Miho no Tokimeki Highschool (NES)
- Shin Oni Ga Shima (NES)

1988
- Donkey Kong Classics (NES)
- Famicom Grand Prix II: 3D Hot Rally (NES)
- Famicom Tantei Club: Kieta Koukeisha (FDS)

1989
- Alleyway (GB)
- Famicom Tantei Club Part II: Ushiro ni Tatsu Shoujo (FDS)
- Game Boy: hardware
- Golf (GB)
- Short Order + Eggsplode! (NES)
- Super Mario Land (GB)
- Tetris (NES, GB)
- To The Earth (NES)
- Yakuman (GB)
- Yuu Yuu Ki (FDS)

### Los '90
1990
- Balloon Kid (GB)
- Barker Bill's Trick Shooting (NES)
- Dr. Mario (NES, GB)
- F-1 Race (GB)
- Qix (GB)
- Radar Mission (GB)
- Solar Striker (GB)

1991
- Kid Icarus: Of Myths and Monsters (GB)
- NES Open Tournament Golf (NES)
- Metroid II: Return of Samus (GB)
- Time Twist: Rekishi no Katasume de... (NES)

1992
- Battle Clash (SNES)
- Super Mario Land 2: 6 Golden Coins (GB)
- Super Scope 6 (SNES)

1993
- Metal Combat: Falcon's Revenge (SNES)
- Joy Mecha Fight (NES)
- Tetris 2 (NES, GB)
- Top Rank Tennis (GB)

1994
- Super Metroid (SNES)
- Tetris & Dr. Mario (SNES)
- Wario Land: Super Mario Land 3 (GB)
- Wario's Woods (NES, SNES)

1995
- Game Boy Gallery (GB)
- Mario Clash (VB)
- Mario's Tennis (VB)
- Virtual Boy: hardware
- Virtual Boy Wario Land (VB)

1997
- Game & Watch Gallery (GB)
- Game & Watch Gallery 2 (GB, GBC)
- Heisei Shin Oni Ga Shima (SNES)

1998
- Dr. Mario (SNES)
- Famicom Tantei Club Part II: Ushiro ni Tatsu Shoujo (SNES)
- Tetris DX (GBC)
- The Legend of Zelda: Link's Awakening DX (GBC)
- Wario Land II (GB, GBC)
- Wrecking Crew '98 (SNES)
- Zootto Mahjong! (SNES)

1999
- Game & Watch Gallery 3 (GBC)
- Hajimari no Mori (SNES)

### Los '00
2000
- Balloon Fight GB (GBC)
- Phantom Zona (GBC)
- Wario Land 3 (GBC)

2001
- F-Zero: Maximum Velocity (GBA)
- Wario Land 4 (GBA)

2002
- Game & Watch Gallery Advance (GBA)
- Metroid Fusion (GBA)

2003
- F-Zero: GP Legend (GBA)
- WarioWare, inc.: Mega Party Games (NGC)
- Warioware, inc.: Minigame Mania (GBA)

2004
- Metroid: Zero Mission (GBA)
- Wario Ware: Touched! (NDS)
- WarioWare: Twisted! (GBA)

2005
- Sennen Kazoku (GBA)

2006
- Rhythm Tengoku (GBA)